# Municipio de Tepalcatepec
El municipio de Tepalcatepec es uno de los 113 municipios en que se encuentra dividido el estado mexicano de Michoacán de Ocampo. Su nombre significa ‘cerro de los tepalcates’ (es una palabra de origen náhuatl). Se localiza en los límites de los estados de Michoacán y Jalisco, su cabecera municipal es Tepalcatepec.

## Geografía física
En virtud que el río Tepalcatepec confluye con el Balsas y éste posteriormente desemboca en el mar, algunos autores consideran que el municipio no es en términos estrictos, una depresión ya que con su altitud promedio aproximada de 300 m s. n. m. (metros sobre el nivel del mar) queda rodeada de elevadas cumbres, dándole más bien características de un valle intermontano de excepcional extensión.

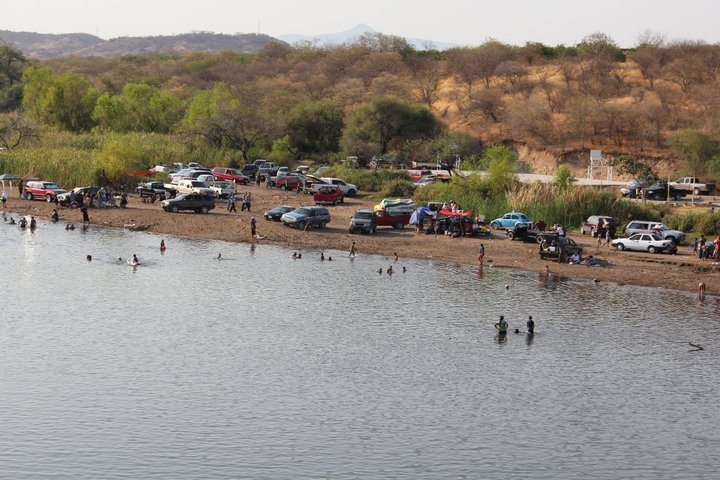
Piedras Blancas.

El municipio de Tepalcatepec, tiene una extensión territorial de 786.25 km y representa el 1,33 % del estado, está ubicado en las coordenadas 19°11' de latitud norte y 102°51' de longitud oeste, a una altura mediana de 370 m s. n. m. (metros sobre el nivel del mar), limita al norte y oeste con el estado de Jalisco, al este con el municipio de Buena Vista y Aguililla, al sur con Coalcomán, su cabecera municipal se llama del mismo nombre.
Su relieve está constituido por la sierra madre del sur, la depresión del Tepalcatepec; y los cerros de mayor relevancia son: cabeza de vaca, la chuta, la cocina y la romera. Los ríos de mayor importancia son: Tepalcatepec, Las Mesas, Pinolapa, Colomotitán y Los Otates.
Si bien en la mayor parte del municipio es posible el cultivo bajo condiciones de temporal de anualidades de ciclo corto y largo, debido a lo irregular de las precipitaciones y de la presencia de la canícula, éstos año con año están sujetos a distintos grados de siniestros dependiendo de la condición climática
El municipio también cuenta con yacimientos de hierro, barita y plata. Los suelos del municipio datan de los periodos cenozoico, mesozoico y cretáceo corresponden principalmente a los de tipo café, gris de montaña, y pradera de montaña, están destinados principalmente a la actividad ganadera y forestal y en menor proporción a la actividad agrícola.
Si se conjugan las variantes particulares de cada uno de los elementos naturales y artificiales es fácil percatarse de la diversidad de espacios o ambientes que condicionan, favorecen o limitan en grado diferencial la práctica y desarrollo de las actividades agrícola, pecuario y forestal en el municipio de Tepalcatepec.

### Clima
Su clima es tropical, seco estepario y algunas partes árido muy árido dando aspecto desértico. Las temperaturas mínimas van desde 18 °C en invierno a 25 °C en verano; así como las máximas de 34 °C en invierno rebasando a 41 °C en verano, en Tepalcatepec se han registrado temperaturas extremas superiores a 50 °C convirtiendo a Tepalcatepec como una de las más cálidas de Michoacán y de México con temperatura promedio de 28.9 °C. La temperatura máxima registrada fue de 50.3 °C en el mes de mayo y la mínima de 6 °C en el mes de enero.

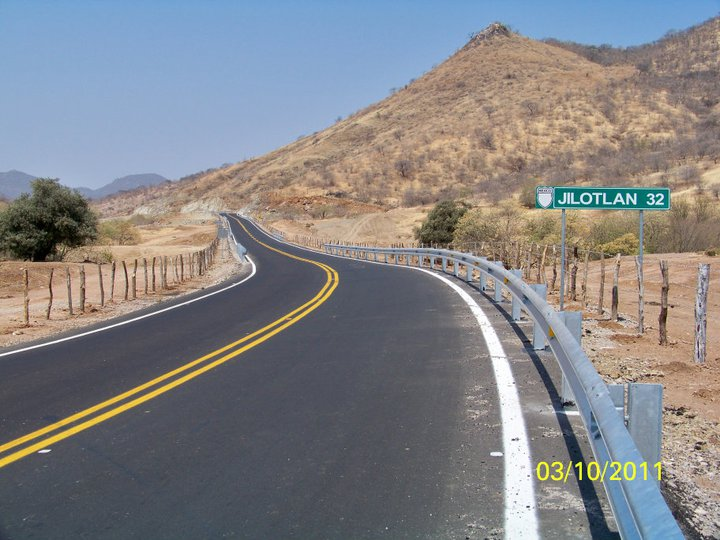
Orografía de Tepalcatepec.

| Parámetros climáticos promedio de Tepalcatepec             | Parámetros climáticos promedio de Tepalcatepec | Parámetros climáticos promedio de Tepalcatepec | Parámetros climáticos promedio de Tepalcatepec | Parámetros climáticos promedio de Tepalcatepec | Parámetros climáticos promedio de Tepalcatepec | Parámetros climáticos promedio de Tepalcatepec | Parámetros climáticos promedio de Tepalcatepec | Parámetros climáticos promedio de Tepalcatepec | Parámetros climáticos promedio de Tepalcatepec | Parámetros climáticos promedio de Tepalcatepec | Parámetros climáticos promedio de Tepalcatepec | Parámetros climáticos promedio de Tepalcatepec | Parámetros climáticos promedio de Tepalcatepec |
| Mes                                                        | Ene.                                           | Feb.                                           | Mar.                                           | Abr.                                           | May.                                           | Jun.                                           | Jul.                                           | Ago.                                           | Sep.                                           | Oct.                                           | Nov.                                           | Dic.                                           | Anual                                          |
| ---------------------------------------------------------- | ---------------------------------------------- | ---------------------------------------------- | ---------------------------------------------- | ---------------------------------------------- | ---------------------------------------------- | ---------------------------------------------- | ---------------------------------------------- | ---------------------------------------------- | ---------------------------------------------- | ---------------------------------------------- | ---------------------------------------------- | ---------------------------------------------- | ---------------------------------------------- |
| Temp. máx. abs. (°C)                                       | 41                                             | 40.5                                           | 47                                             | 47.5                                           | 50.3                                           | 47.7                                           | 49                                             | 48                                             | 42.4                                           | 42.9                                           | 41.0                                           | 40                                             | 50.3                                           |
| Temp. máx. media (°C)                                      | 35.2                                           | 36.3                                           | 40.4                                           | 41.8                                           | 43.8                                           | 38.3                                           | 35.9                                           | 35.5                                           | 35.1                                           | 35.8                                           | 35.4                                           | 34                                             | 43.8                                           |
| Temp. mín. media (°C)                                      | 18                                             | 18                                             | 20                                             | 21                                             | 23                                             | 23                                             | 25                                             | 24                                             | 22                                             | 20                                             | 20                                             | 19                                             | 25                                             |
| Temp. mín. abs. (°C)                                       | 6                                              | 7                                              | 8                                              | 10                                             | 12                                             | 15                                             | 16                                             | 14                                             | 13                                             | 11                                             | 11                                             | 9                                              | 6                                              |
| Precipitación total (mm)                                   | 7                                              | 1.7                                            | 2.5                                            | 5.8                                            | 15.4                                           | 80                                             | 106                                            | 73                                             | 68                                             | 32                                             | 15                                             | 5                                              | 411.4                                          |
| Días de lluvias (≥ 1 mm)                                   | 0.2                                            | 0.1                                            | 0.1                                            | 0.1                                            | 1.3                                            | 8.6                                            | 9.1                                            | 9.7                                            | 8.6                                            | 4.1                                            | 0.7                                            | 0.3                                            | 42.9                                           |
| Fuente: Servicio Meteorológico Nacional 8 de junio de 2008 |                                                |                                                |                                                |                                                |                                                |                                                |                                                |                                                |                                                |                                                |                                                |                                                |                                                |

### Precipitación pluvial
La precipitación es muy irregular teniendo de 300 mm a 1100 mm los valores más bajos se registran de la cabecera municipal hacia los límites con el municipio de Buenavista y los más altos se registran en las zona sur de municipio hacia los límites de Coalcomán. Con frecuencia se presenta la canícula o sequía intraestival a finales de junio o durante el mes de agosto con una duración de 15-25 días y en ocasiones hasta 30 días.

### Humedad relativa
La humedad de Tepalcatepec es muy baja casi todo el año, mínima (8 %) máxima (40 %), excepto en temporada de lluvias en el cual se puede apreciar la sensación del aire húmedo (50 %), pero la mayor parte del año el aire de Tepalcatepec es muy caliente y seco, que los pobladores de este municipio recienten con frecuencia.

## Flora y fauna
En el municipio de Tepalcatepec el grado de pérdidas de cosechas de cultivos de temporal es alto en promedio, ya que desde siempre el temporal se presenta con cuatro años malos, tres regulares y cuatro buenos. Si bien en la mayor parte del municipio es posible el cultivo bajo condiciones de temporal de anualidades de ciclo corto y largo, debido a lo irregular de las precipitaciones y de la presencia de la canícula, éstos año con año están sujetos a distintos grados de siniestros dependiendo de la condición climática
- Flora: mezquites, cueramo, huizache, cutaz, cuirindal, cacamicua, parota, tepeguaje, ceiba, tepemesquite, palma, cactus.
- Vegetación: selva baja 37.71 %, bosque 5.83 %, pastizal 4.66 %.
- Fauna: venado cola blanca, serpiente, zorro, armadillo, conejo, coyote, águila, cuervo, gavilán, codorniz, perico, urraca, víbora de cascabel, cuinique, escorpión, tejón, iguana, Lepidodactylus lugubris, etc.

## Demografía
La población total del municipio de Tepalcatepec es de 24 074 habitantes, lo que representa un crecimiento promedio de 0.47% anual en el período 2010-2020 sobre la base de los 22 987 habitantes registrados en el censo anterior. Al año 2020 la densidad del municipio era de 30,16 hab/km².
| Gráfica de evolución demográfica de Municipio de Tepalcatepec entre 2000 y 2020 |
|                                                                                 |
| Fuente: Instituto Nacional de Estadística Geografía e Informática               |

El 49,9% de la población (12 010 personas) eran hombres y el 50,1% (12 064 personas) mujeres. Según los datos obtenidos en relación con la distribución de la población por franja etaria, el 63% de la población (15 175 personas) tenían edades comprendidas entre 15 y 64 años.
En el año 2010 estaba clasificado como un municipio de grado bajo de vulnerabilidad social, con el 17.22% de su población en estado de pobreza extrema.
La población del municipio está mayoritariamente alfabetizada (13,82% de personas analfabetas al año 2010) con un grado de escolarización en torno de los 6 años. Solo el 0,31% de la población se reconoce como indígena.
El 93,19% de la población profesa la religión católica. El 3,54% adhiere a las iglesias Protestantes, Evangélicas y Bíblicas.

### Localidades
En el censo de 2020 el municipio de Tepalcatepec contaba con 66 localidades.
| Código INEGI      | Localidad         | Población (2020) |
| ----------------- | ----------------- | ---------------- |
| 160890001         | Tepalcatepec      | 17 293           |
| Otras localidades | Otras localidades | 6 781            |
| Total municipal   | Total municipal   | 24 074           |

## Salud y educación
En 2010 el municipio tenía un total de 9 unidades de atención de la salud, con un personal médico de 24 personas. El 64.8% de la población (15 322 personas), no contaban con acceso a servicios de salud.
Según los datos relevados, ese mismo año el municipio contaba con escuelas de nivel preescolar, primario y secundario y dos escuelas de educación media superior (bachilleratos). El 35% de la población mayor de 15 años (8271 personas), no había completado la educación básica, carencia social conocida como rezago educativo.

## Deportes
La población cuenta con una Unidad Deportiva incluye 3 canchas de basquetbol, espacio recreativo para niños, baños, y además cuenta con 2 canchas de fútbol que cumple con las medidas reglamentarias y con un aforo de 600 personas
Y dentro de la ciudad hay canchas de fútbol, fútbol rápido, voleibol, basquetbol, y atletismo.

## Historia
El 27 de septiembre de 1580 Martín Enríquez de Almansa, cuarto virrey de la Nueva España, envía a Sebastián Macarro como Corregidor de Tancítaro; las intendencias venían a reforzar las medidas metropolitanas en la concentración de poder y el control administrativo entre las 12 intendencias de Michoacán.
Informa Sebastián Macarro al rey de España:

En 1580 el pueblo de Tlapalcatepeque con 40 tributarios y sus sujeto tendrá hasta 300 tributarios, Santa Ana Tetlaman, Chila tan y Tamazulapa. En Tlapalcatepeque no hay río cerca del pueblo si no un arroyo que lleva en tiempos de secas poca agua. Tiene a una legua de allí uno muy grande y hermoso río que se dice Arimao. De mucho pescado muy grandes con mucha cantidad de caimanes y que se encuentra a 33 leguas (medida española que equivale a 5 572,7 m) y a Tancítaro 22.

De este nombre indígena de Tlacaltepeque se originó el nominativo de Tepeque.
Los portales se originaron por recomendaciones expresadas en las Ordenanzas expedidas por el rey Felipe II, con respecto al trazado de la Nueva España: toda plaza a la redonda y las cuatro calles principales que dan a ella, tengan portales, que son de mucha comodidad para los tratantes que suelen concurrir. El portal es un espacio público que se localiza frente a las edificaciones más relevantes y conforman el entorno edificado de la Plaza de un pueblo.
En el siglo XVII era partido de indios, su población era administrada por un cura y contaba con 19 vecinos, le pertenecían los barrios de Chilatán y Alima, así como el pueblo de Santa Ana y el de Xilotlán.
Entre 1604 y 1608 Tlacaltepeque, Tancítaro, Huacana, Churumuco y Pinzándaro fueron pueblos que quedaron como congregaciones; desapareciendo las poblaciones de Santa Ana Tetlaman, Chilatan, Tamazulapa y Arimao al pie del río grande Arimao.
A raíz del censo por el Obispado de Michoacán en el año de 1630, las empresas agropecuarias que tenía Tlapalcatepeque eran: 3 estancias, una hacienda y dos ingenios o trapiches, propiedad de Constantino Hitzimengari y Antonio Antúnez del linaje real tarasco. En el año de 1640, el diezmo, que era la décima parte de la producción agropecuaria que tenía que pagar cada fiel a la iglesia, el cabildo de la catedral de Valladolid dividía el territorio diocesano en varias partes y cada una recibía el nombre Diezmatorio que incluía una o varias Parroquias. En tierra caliente el Obispo trataba con Pinzándaro como Diezmatorio que incluía la Parroquia de Tlapalcatepeque.
En el año de 1641, el Párroco Pedro Gutiérrez Rangel hace un recorrido a nombre del obispo a los beneficios o parroquias de Tepalcatepeque, Pinzándaro, Apatzingán, Coaman y Santa Ana Amatlan, supervisando a los Párrocos por conductas violentas, ausentismos, incumplimiento de sus obligaciones sacramentales así como por los fieles.
El 20 de junio de 1765, el Cura Bachiller Don Joaquín Ansogorri, Juez Eclesiástico, informa al obispado que caminando al sur se encuentra el Río grande que viene del Poniente por el pueblo de Tepalcatepeque que corre por entre unas tierras calientes y penosas.
De 1825 a 1827 estuvo el Sr. cura Ignacio Calvillo. En la Parroquia San Francisco. En las Noticias Hidrográficas de mayo de 1886, el Lic. Francisco Pera Gil, Secretario del despacho del Congreso del Estado en su relación menciona que el Arroyo de los Otates nace en el Rancho de los Otates, y pasa por las fincas de Zayulapa y San Francisco, y se extingue reuniéndose con el Río Grande en el Rancho San Gregorio. En el año de 1887 estuvo como Párroco el Sr. Cura Pedro Amezcua, y en 1902 los Sacerdotes Enrique y Pedro Amezcua, ambos originarios de esta población.
En el año de 1905 se nombra a Melitón Alcaraz como Agente de Timbre en Tepalcatepec, y a Remigio Osorio como Juez y presidente Municipal en los años de 1906 y 1907. En los años de 1912 y 1913 a José María González Díaz. Los vecinos de Tepalcatepec tuvieron más comercio principalmente con las poblaciones vecinas de Jilotlán, Tecalitlán, Ciudad Guzmán, Ahuijullo, Tecomán, Colima, y Cotija; motivo por el cual los habitantes de las familias más antiguas son en su mayoría gente mestiza, desapareciendo con esto las costumbres purépechas y mexicas.
En el año de 1911 en el distrito de Apatzingán los establecimientos educativos eran: 2 en Tomatlán, 2 en Apatzingán, 2 en Tepalcatepec, 2 en aguililla, 1 en Amatlán, y 1 en Acahuato. En Tepalcatepec las escuelas eran: Miguel Hidalgo en el Barrio Cantarranas; y, Simón Bolívar en el Barrio del Chivo. El salario de un profesor era de 50 centavos diarios. En 1911 se presentó en la región la epidemia conocida como influenza o gripe española que contribuyó a la baja de la población.
Entre los años de 1927 y 1928 durante la revuelta cristera contra el gobierno de la república, Tepalcatepec sufrió tres sitios contra las tropas de soldados federales del 49.º regimiento acuartelados en lo que fue la casa del Sr. Herminio González Sandoval de la Antigua Calle Real —hoy Ocampo— y otros en el edificio y la torre del Palacio Municipal. La furia cristera recayó principalmente contra los Maestros rurales a quienes mutilaban para demostrar que eran enemigos de Dios; los edificios eran quemados o destruidos; igualmente los agraristas sufrieron las persecuciones y asesinatos ordenados por los hacendados y el clero. En 1932 se empiezan a poblar las colonias Cantarranas y Chicotero, propiedad del Sr. Enrique Medina, con una superficie de 118 194.
En el año de 1939 se establecieron escuelas en La Romera, La Laurera del Terrenate, Los Habillos, Obregón, Plaza Vieja, Tepemezquitez y Taixtán.
Durante el año de 1940, el general Lázaro Cárdenas del Río, como Presidente de la República, dota de tierras a los ejidos Catarino Torres, Calderitas, Plaza Vieja, El Colomo, Colomotitán, San Isidro Ticuilucan, Tampiloya, Los Habillos, El Tule, Las Peñas, La Romera y Pancha López.
El 2 de febrero de 1955 inicia el primer ciclo escolar el colegio Hidalgo, hoy José María Cázares.
En 1960 se integra el personal docente de la Escuela Miguel Hidalgo por los profesores Marthel Baca Valencia, Esther Nava Díaz, Francisco Escobar y Chávez, Roselia Aparicio y Francisco Onofre Ayala. El 27 de noviembre de 1967 se autoriza la creación de la Escuela Tecnológica Agropecuaria 138, hoy Escuela Secundaria Técnica N.º 9. El 24 de febrero de 1969 se inaugura la escuela primaria Ignacio Allende.
El 21 de marzo de 1972 se inaugura la escuela Primaria Benito Juárez. En el año de 1977 la escuela Miguel Hidalgo deja su antiguo edificio y se traslada al actual. El 23 de noviembre de 1997 se autoriza publicar la convocatoria para concursar el escudo del municipio, siendo el ganador del diseño del escudo José Abraham Valencia Morales, alumno de la Casa de la Cultura y dándole la proporción artística el pintor José Cristóbal Barragán Martínez.
El escudo contiene el lema Tenemos cultura, proyectamos progreso.

## Organización y administración municipal 2018-2021

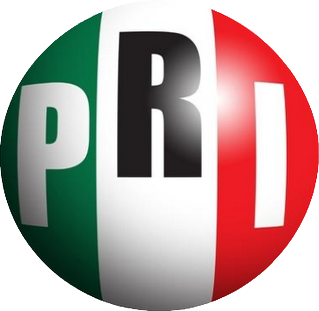

- Presidente Municipal: CP José Emilio Sepúlveda Zamora
- Síndico Municipal: ING: El sovi
- Regidora de Planeación, Programación y Desarrollo: CP Josefina Estrada Rangel
- Regidor de Salud y Asistencia Social: M.V.Z. Antonio Cabello Valencia
- Regidora de Educación Pública, Cultura, Turismo, Mujer, Juventud y Deporte: C. María Elvia Valencia Morfin
- Regidor de Desarrollo Urbano y Obras Publicas: T.A. Salvador Flores Madriz
- Regidor de Ecología: C. Cuauhtémoc Moreno Valencia
- Regidora de Fomento Industrial y Comercio, Acceso a la Información Pública: CP María del Carmen Vega Sánchez
- Regidor de Desarrollo Rural: C. Joel Barajas Doñan
- Secretario del H. Ayuntamiento: Ing. Jorge Valencia González
- Tesorero: C. María Candelaria Cabello Valencia
- Contralor: Lic. Rubén Rojo Berrueta
- Asesor Jurídico: Lic. Dulce Sarahi Miranda Valencia
- Agua Potable y Alcantarillado: C. Elodio Barragán Farías
- Obras Públicas: Ing. José Manuel Del Val Diaz
- Urbanismo: Ing. José María Valdivia
- Oficina Desarrollo Social: C. Kendra Lisbeth Betancourt Aréchiga
- Prensa y Protocolo: C. Julio Adrián Valencia Morales
- Atención al Migrante: C. Juan de Dios Farías Villalobos
- Asesor y Gestor Municipal: C. Uriel Farías Álvarez
- Dirección de Educación, Cultura y Deporte: Prof. Primitivo López Gómez
- Desarrollo Rural: Ing. Juana Francisca Reyes Cervantes
- Oficial Mayor: C. Jose Sandoval Cárdenas
- Presidenta del DIF Municipal: Q.F.B. Edith Valencia Cruz
- Seguridad Pública: Lic. Pablo Tomas Méndez Cisneros